# Bundessenat (Brasilien)

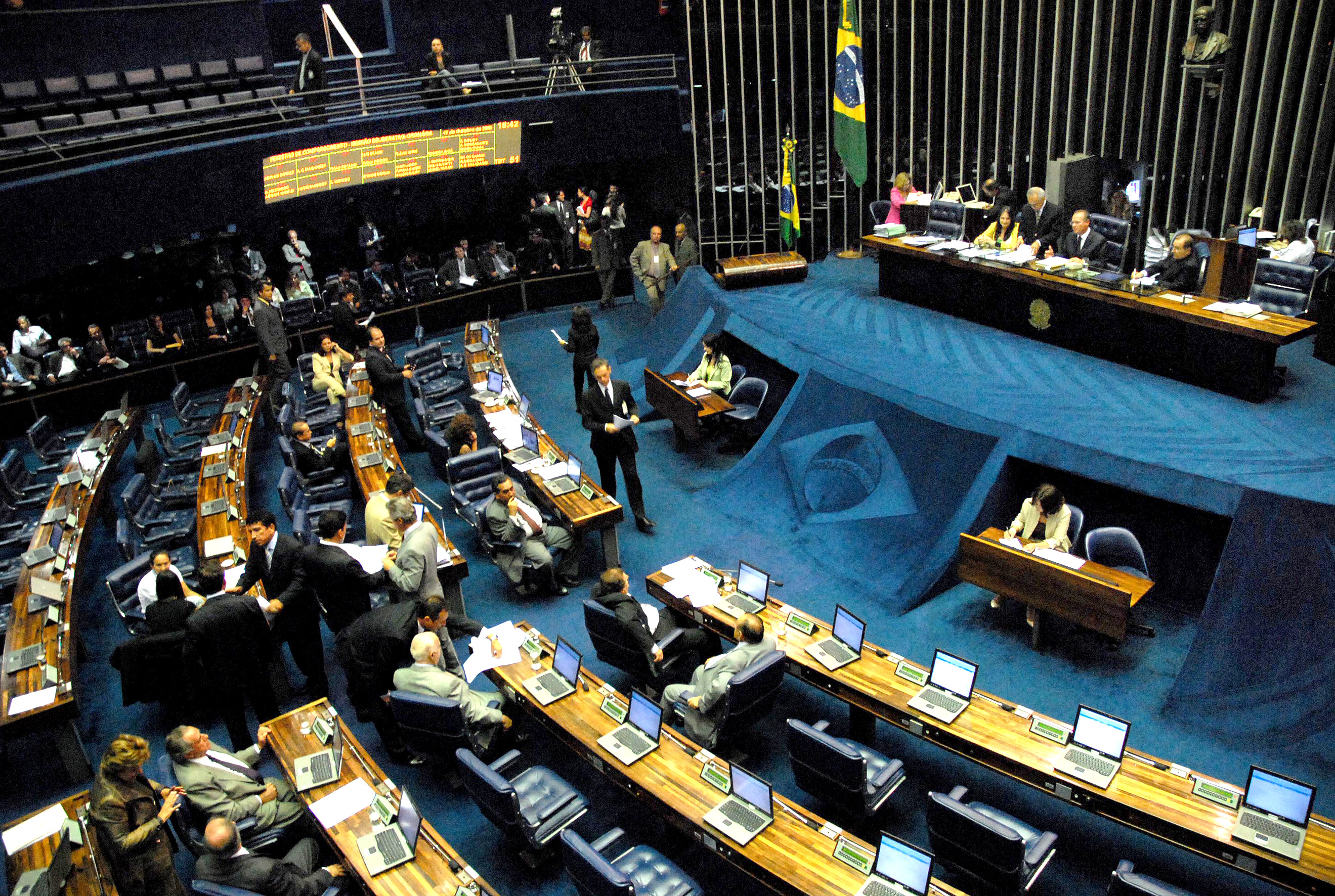
Plenarsaal des Senats

Der Senado Federal do Brasil (kurz Senado Federal, deutsch Bundessenat Brasiliens) ist das Oberhaus des Nationalkongresses von Brasilien.

## Allgemeines
Er wurde 1824 mit Verabschiedung der ersten brasilianischen Verfassung als Senado do Império do Brasil (Senat des Kaiserreichs Brasilien) in Rio de Janeiro gegründet. Die erste Legislatursitzung fand am 6. Mai 1826 mit 31 Senatoren statt. Nach der Republikgründung von der Alten Republik und bis zur Ära Vargas vertraten je 2 Senatoren ihre Bundesstaaten. Im Estado Novo und des Außerkraftsetzens der Verfassung wurde eine Senatstätigkeit von 1937 bis 1946 unterbunden. Erst mit der 38. Legislaturperiode von 1946 bis 1951 war der Senat wieder etabliert.
Der Bundessenat von Brasilien besteht heute aus 81 Sitzen: jeweils drei für jeden der 26 Bundesstaaten Brasiliens sowie den Distrito Federal. Die Senatoren werden per Mehrheitswahlrecht für acht Jahre gewählt. Die Wahl in den Bundesstaaten ist gestaffelt, so dass zu einem bestimmten Wahltermin erst zwei Drittel der Senatoren gewählt werden, während das verbleibende Drittel dann vier Jahre später gewählt wird. Der Senat befindet sich heute in Brasília.
Seit 1995 publiziert der Senat den Jornal do Senado.

## 57. Legislaturperiode
Im Senat der 57. Legislaturperiode sind nach den Wahlen in Brasilien 2023 zum 1. Februar 2023 Senatoren aus 16 Parteien und ein Parteiloser vertreten.
Sitzverteilung zur 57. Legislaturperiode:

Sitzverteilung des Senats nach der Wahl 2013:
PT: 8
PDT: 3
ohne: 1
PSB: 4
PPS: 2
PODE: 5
MDB: 11
PSDB: 2
PTB: 3
PRP: 1
PODE: 7
PSD: 15
UNI: 7
PL: 12
PRB: 4
NOVO: 1
PP: 6

Die vormalige Partido da República (PR) tritt als Partido Liberal (PL) an und die vormaligen Parteien DEM & PSL treten jetzt unter União Brasil an.

### Präsident des Bundessenats
Präsident des Bundessenats der 56. Legislaturperiode ist für die 1. Zweijahresamtszeit 2019 bis 2020 der Senator für Amapá Davi Alcolumbre von den Democratas (DEM). Er erhielt 51,85 % der abgegebenen Stimmen und hatte sich damit gegen fünf Mitbewerber durchgesetzt. 1. Vizepräsident ist Antonio Anastasia, Senator für Minas Gerais.

## Senatsgebäude
Drei Gebäude wurden bisher Sitze des Senats: Der Palácio do Conde dos Arcos als erster Sitz des Senats des Kaiserreichs und der Ersten Republik von 1826 bis 1925 in Rio de Janeiro, der Palácio Monroe als Sitz des Senats von 1925 bis 1960 in Rio de Janeiro und der Palácio Nereu Ramos (Congresso Nacional) als Sitz des Senats in Brasília seit 1960 in einem Gebäude von Oscar Niemeyer.

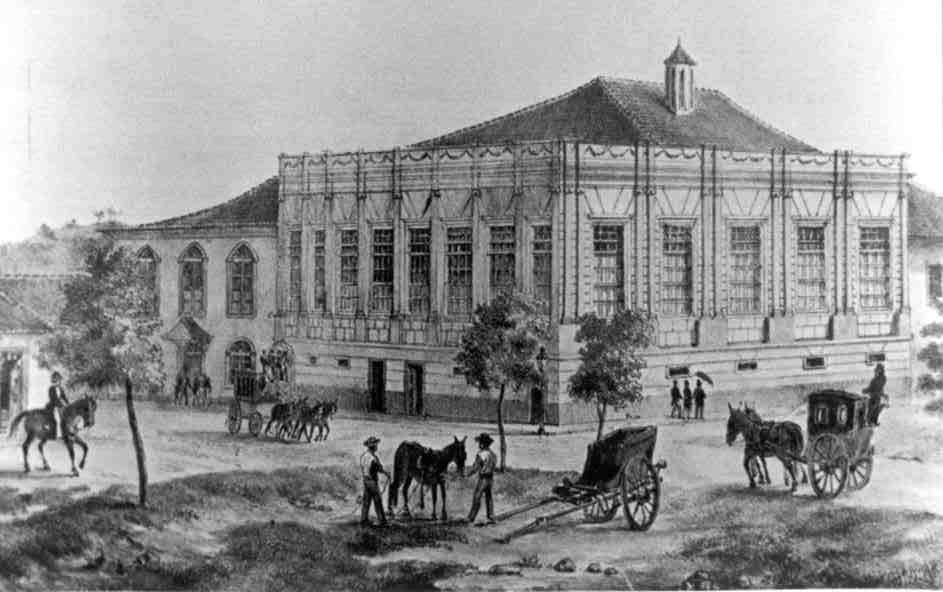
Palácio do Conde dos Arcos
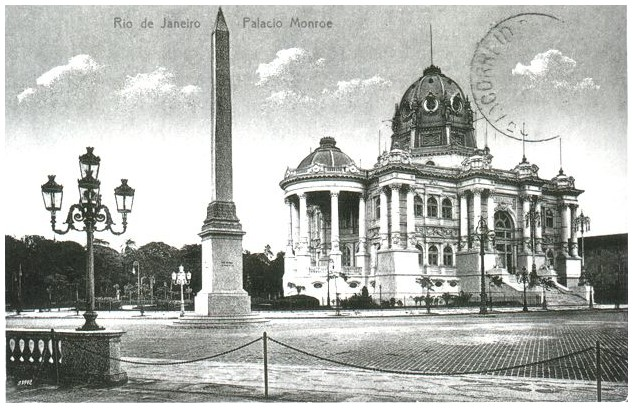
Palácio Monroe
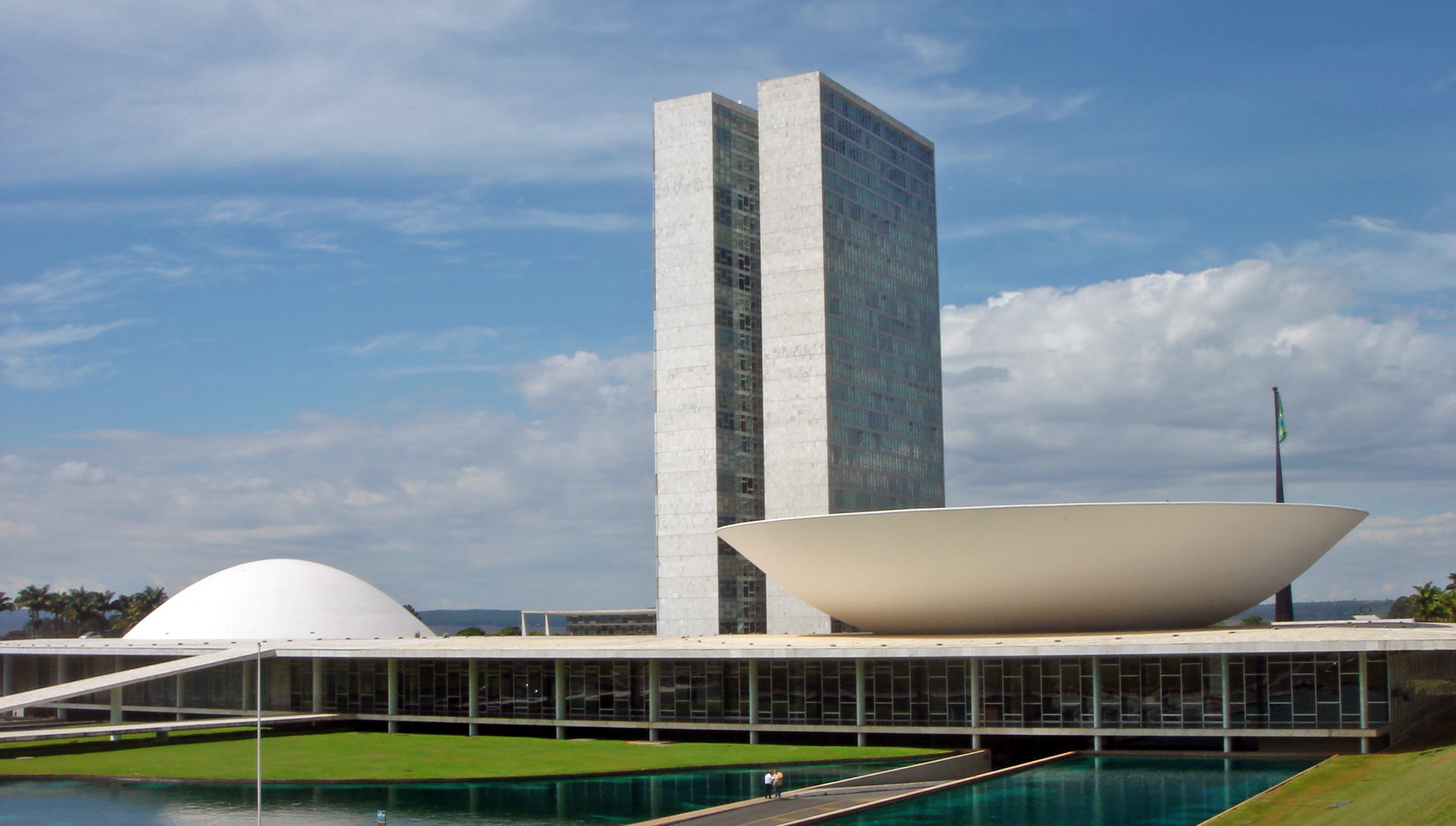
Palácio Nereu Ramos